# Csokán Pál (vegyész)
Csokán Pál (Hódmezővásárhely, 1914. november 21. – Budapest, 1995. március 3.) vegyészprofesszor, a magyar korrózió-kutatás és védelem kiemelkedő, nemzetközi hírű alakja. Édesapja Csokán Pál tanító, iskolaigazgató, író.
Iskoláit a hódmezővásárhelyi Bethlen Gábor Református Gimnáziumban és a Szegedi Egyetem Természettudományi karán végezte. 1938-ban egyetemi doktori fokozatot szerzett, majd néhány évig a szegedi egyetemen tanársegéd. 1943-tól Budapestre került, a Danuvia Motor, Fegyver és Lőszergyár laborvezetőjeként. Később a Fémipari Kutatóintézet, majd az Általános Géptervező Iroda főosztályvezetője lett.
Kandidátusi értekezését 1957-ben, akadémiai doktori disszertációját "Az Alumínium Anódos Oxidációja" címmel 1963-ban védte meg. Korróziós kutatásai során először a kemény-krómozással, majd az alumínium felületkezelési eljárásaival foglalkozott. Az alumínium anódos oxidációja kutatása során megcáfolta a Keller-Hunter-Robinson mechanizmust. Kimutatta, hogy az oxidréteg nukleációs gócokban keletkezik az alumínium felületén.
Elsőként próbálkozott meg műanyagokra történő fémfelvitellel. Több, mint 200 tudományos cikke és 17 könyve, egyetemi jegyzete, valamint könyvrészlete jelent meg. A világ számos országában adott elő korróziós kongresszusokon (USA, Japán, Európa... stb.). A Veszprémi Vegyipari Egyetem címzetes egyetemi tanára volt. A Veszprémi Egyetemen a korróziós szakmérnököket oktatott, a Budapesti Műszaki Egyetemen pedig a Korróziós Mérnöktovábbképző tanfolyamon oktatott. Az Akadémiai Aranyérem kitüntetettje. Számos szabadalma van, többek között az alumínium színes, anódos oxidációját leíró Autocolor-HSH eljárásé. Hódmezővásárhelyen a református Kincses temetőben nyugszik.